# Neznělá palatální ploziva
Neznělá palatální ploziva je souhláska, která se vyskytuje v některých jazycích. V mezinárodní fonetické abecedě se označuje symbolem c, číselné označení IPA je 107, ekvivalentním symbolem v SAMPA je c.

## Charakteristika
- Způsob artikulace: ražená souhláska (ploziva). Vytváří se pomocí uzávěry (okluze), která brání proudění vzduchu a je na posléze uvolněna, čímž vzniká zvukový dojem – od toho též označení závěrová souhláska (okluziva).
- Místo artikulace: středopatrová souhláska (palatála). Uzávěra se vytváří mezi jazykem a tvrdým patrem.
- Znělost: neznělá souhláska – při artikulaci jsou hlasivky v klidu. Znělým protějškem je ɟ.
- Ústní souhláska – vzduch prochází při artikulaci ústní dutinou.
- Středová souhláska – vzduch proudí převážně přes střed jazyka spíše než přes jeho boky.
- Pulmonická egresivní hláska – vzduch je při artikulaci vytlačován z plic.

## V češtině
V češtině se tato hláska zaznamenává písmenem /Ť/ a /ť/.
Jako [c] se v domácích slovech rovněž vyslovuje:
- psané /t/ ve skupinách ti, tí a tě [cɪ, ci:, cɛ].
- psané /ď/ na konci slov (např. teď ≈ [tɛc]) a při asimilaci znělosti před neznělou souhláskou (např. teďka ≈ [tɛcka])